# Dimitǎr Dobrev
Dimitǎr Dimitrov Dobrev (in bulgaro Димитър Димитров Добрев?; Ezerets, 14 aprile 1931 – 1º aprile 2019) è stato un lottatore bulgaro.
Ha vinto due medaglie olimpiche nella lotta greco-romana: una medaglia d'oro alle Olimpiadi 1960 tenutesi a Roma e una medaglia d'argento alle Olimpiadi di Melbourne 1956, in entrambi i casi nella categoria pesi medi (73–79 kg).